# جون ر. مكنمارا
جون ر. مكنمارا (بالإنجليزية: John R. McNamara)‏ هو ضابط أمريكي، ولد في 4 سبتمبر 1927 في بوسطن في الولايات المتحدة، وتوفي في 16 أبريل 2001 في Brighton, Boston ‏ في الولايات المتحدة.